# داروهای ضد آریتمی
داروهای ضد آریتمی داروهایی هستند که برای درمان نامنظمی ضربان قلب مصرف می‌شوند. داروی انتخاب شده برای درمان آریتمی بر اساس نوع، شدت و مکانیسم آریتمی انتخاب می‌شوند. چهار گروه عمده دارویی برای آریتمی‌ها به کار می‌روند که عبارتند از:
1. داروهای مسدود کننده کانال سدیم
2. داروهای بلوک‌کننده سمپاتیک (به ویژه داروهای بتابلوکر)
3. داروهای مهارکننده کانال پتاسیم
4. داروهای مهارکننده کانال کلسیم
5. سایر داروها

## داروهای مسدود کننده کانال سدیم
پرکاربردترین داروهای این گروه شامل کینیدین (quinidin) پروکایین آمید (procainamide) مگزیلتین (mexiletin) لیدوکائین (lidocaine)، فلکاینید (flecainide) و پروپافنون (propafenan) می‌باشند. برخی از داروهای فوق بیشتر در آریتمی‌های دهلیزی و برخی در آریتمی‌های بطنی به کار می‌روند. پروپافنون و فلکاینید هم در آریتمی‌های دهلیزی و هم در آریتمی‌های بطنی کاربرد دارند. با توجه به تأثیر این داروها بر مسیر طبیعی الکتریکی قلب ممکن است در برخی بیماران که زمینه برادیکاردی دارند منجر به تشدید ضربان کند قلب شود. ضمناً داروهای فلکاینید و پروپافنون و گاهی پروکایین آمید در بیماران مبتلا به نارسایی قلب منجر به تشدید نارسایی و علائم آن می‌شوند.
نکته: داروهای مسدودکننده کانال سدیم علی‌رغم اینکه در بسیاری از موارد منجر به قطع یا کاهش آریتمی اولیه می‌شوند اما با توجه به قابلیت اختلال در سیستم هدایتی قلب می‌توانند منجر به ایجاد آریتمی‌های جدید شده که گاهی خطرناک می‌باشند؛ بنابراین تجویز این داروها و میزان مصرف شده باید کاملاً تحت نظر متخصص قلب باشد.

## داروهای بتابلوکر
این داروها کاربرد گسترده‌ای در درمان فشارخون، آنژین قلبی، نارسایی قلب و همچنین آریتمی‌ها دارند. داروهایی از قبیل آتنولول، پروپرانولول، و متوپرولول در کنترل علائم مبتلایان به AF، تاکی کاردی‌های دهلیزی و آریتمی‌های [خوش‌خیم]بطنی کاربرد دارند؛ بنابراین تجویز این داروها و تنظیم میزان مصرف شده مخصوصاً در صورت مصرف هم‌زمان داروهای دیگر باید به دقت تحت نظر پزشک متخصص قلب باشد.
Sotalol نیز در این گروه قرار دارد ولی با توجه به خواص ضد آریتمی بیشتر در درمان ریتم AF و گاهی آریتمی‌های بطنی کاربرد ویژه‌ای دارد. عارضه مشترک تمام داروهای فوق تشدید برادیکاردی در مبتلایان به گره سینوسی بیمار و همچنین بلوک قلبی می‌باشد. عارضه دیگر این گروه دارویی تشدید آسم و نارسایی تنفسی در مبتلایان به بیماری انسدادی ریوی می‌باشد. داروی سوتالول می‌تواند منجر به ایجاد آریتمی‌های جدید شود که گاهی بسیار خطرناک است بنابراین باید به دقت و تحت نظر پزشک متخصص قلب تجویز شود.

## داروهای مهارکننده کانال پتاسیم
مانند ایبوتیلاید و سوتالول(این دارو جزء دسته بتا بلوکرها می‌باشد رجوع شود به https://en.wikipedia.org/wiki/Sotalol%27%27 از داروهای دیگر این گروه می‌توان به دوفتیلاید، برتیلید و آمیودارون اشاره کرد. (البته آمیودارون جزو هر ۴ دسته داروهای آنتی آریتمی قرار می‌گیرد) مکانیسم اثر داروهای این گروه بلاک پتاسیم و طولانی کردن پتانسیل عمل و دوره تحریک ناپذیری است. سوتالول (sotalol) پرکاربردترین داروهای این گروه می‌باشند که معمولاً تأثیر زیادی بر قدرت انقباضی قلب نداشته و در بیماران مبتلا به نارسایی قلب قابل استفاده می‌باشند. برتیلیم در درمان فیبریلاسیون بطنی راجعه و ایبوتیلاید و دوفتیلاید در درمان فلوتر و فیبریلاسیون دهلیزی به کار می‌روند. ضمنًا ایجاد آریتمی‌های جدید توسط این داروها نسبت به داروهای مهارکننده کانال سدیم کمتر بوده و خطرات کمتری دارند. این داروها در درمان آریتمی‌های دهلیزی و بطنی مؤثر بوده و نسبت به سایر داروها موفقیت بیشتری دارند. عارضه مشترک داروهای این گروه ایجاد QT طولانی و ایجاد آریتمی‌های خطرناک بطنی می‌باشد.
آمیودارون و سوتالول می‌توانند منجر به تشدید کندی ضربان قلب در مبتلایان به برادیکاردی شوند. آمیودارون می‌تواند عوارض وخیم و خطرناکی داشته باشد. مسمومیت ریوی، اختلال کارکرد غده تیروئید، عوارض پوستی، رسوب قرنیه و تخریب عصب چشمی مخصوصاً در صورتی که میزان مصرف شده بالا باشد (بیشتر از ۳۰۰ میلی‌گرم روزانه) ایجاد می‌شوند؛ بنابراین بررسی‌های دوره‌ای (گرافی قفسه سینه، آزمون تیروئید و معاینه چشم پزشکی) الزامی است.

## بلوک کننده‌های کانال کلسیم
این داروها در کنترل فشار خون و تسکین درد آنژینی ناشی از تنگی سرخرگ‌های قلبی کاربرد دارند. پرکاربردترین داروی این گروه در درمان آریتمی‌ها وراپامیل می‌باشد که در درمان تاکی کاردی‌های دهلیزی، کنترل ضربان قلب در مبتلایان به AF و همچنین برخی آریتمی‌های خوش‌خیم بطنی به کار می‌رود. در مواردی که بیمار به علت مشکلات تنفسی قادر به استفاده از مهار کننده‌های سمپاتیک نمی‌باشد از وراپامیل می‌توان به عنوان داروی جایگزین استفاده کرد. عارضه مهم وراپامیل تشدید ضربان کند قلب در بیماران مبتلا به برادیکاردی می‌باشد. مصرف وراپامیل در مبتلایان به نارسایی قلب به علت تشدید بیماری ممنوع است. دیلتیازم نیز از این گروه است.

## داروهای دیگر
مانند آدنوزین و دیگوکسین و سولفات منیزیوم
دیگوکسین: از قدیمی‌ترین داروهای ضد آریتمی است. مهم‌ترین کاربرد این دارو تقویت قدرت عضلانی در مبتلایان به نارسایی قلب است. کاربرد دیگر این دارو در مبتلایان به AF می‌باشد. دیگوکسین با کاهش هدایت گره دهلیزی- بطنی منجر به کاهش ضربان قلب ناشی از ریتم AF و در نتیجه کاهش تپش قلب و علائم بیمار می‌شود. تنظیم دوز دیگوکسین بسیار مهم است. چراکه در صورت مصرف بیش از حد منجر به آریتمی‌های خطرناک بطنی می‌شود. دقت در تنظیم دوز دیگوکسین در مبتلایان به نارسایی کلیه و در سالمندان اهمیت بیشتری دارد چراکه در این موارد مسمومیت با دیگوکسین شایع تر است. ضمناً مصرف همزمان برخی داروها از قبیل داروهای ضد آریتمی با خطر بیشتر مسمومیت با دیگوکسین همراه بوده و حتماً باید تحت نظر پزشک باشد. از دیگر داروهای این گروه آدنوزین است که در درمان آریتمی‌های گره دهلیزی بطنی استفاده می‌شود. از سولفات منیزیم می‌توان برای درمان آریتمی Torsades de pointes استفاده نمود.

## جدول داروها
| Class | نام دیگر                                 | مثال‌ها                                                                | مکانیسم                                                                                        | کاربرد بالینی |
| ----- | ---------------------------------------- | --------------------------------------------------------------------- | ---------------------------------------------------------------------------------------------- | --- |
| Ia    | fast-channel blockers-Affect QRS complex | - کینیدین - پروکاینامید - دیزوپرامید                                  | (Na+) channel block (intermediate association/dissociation)                                    | - آریتمی قلبs - prevention of paroxysmal فیبریلاسیون دهلیزی (triggered by vagal overactivity) - procainamide in سندرم ولف پارکینسون وایت                                                                  |
| Ib    | غیرموثر بر کمپلکس QRS                    | - لیدوکائین - فنی توئین - مکسیلیتین - توکاینید                        | (Na+) channel block (fast association/dissociation)                                            | - treatment and prevention during and immediately after سکته قلبی، though this practice is now discouraged given the increased risk of asystole - ventricular tachycardia - فیبریلاسیون دهلیزی            |
| Ic    |                                          | - فلکاینید - پروپافنون - Moricizine                                   | (Na+) channel block (slow association/dissociation)                                            | - prevents فیبریلاسیون دهلیزی - treats recurrent tachyarrhythmias of abnormal conduction system. - contraindicated immediately post-myocardial infarction.                                                |
| II    | بتابلوکرها                               | - پروپرانولول - اسمولول - تیمولول - متوپرولول - آتنولول - بیزوپرولول  | beta blocking Propranolol also shows some class I action                                       | - decrease سکته قلبی mortality - prevent recurrence of آریتمی قلبs |
| III   |                                          | - آمیودارون - سوتالول - Ibutilide - Dofetilide - Dronedarone - E-4031 | K+ channel blocker سوتالول is also a بلوک‌کننده بتا آمیودارون has Class I, II, and III activity | - In سندرم ولف پارکینسون وایت - (sotalol:) ventricular tachycardias and فیبریلاسیون دهلیزی - (Ibutilide:) فلوتر دهلیزی and فیبریلاسیون دهلیزی                                                             |
| IV    | slow-channel blockers                    | - وراپامیل - دیلتیازم                                                 | Ca2+ channel blocker                                                                           | - prevent recurrence of paroxysmal supraventricular tachycardia - reduce ریتم طبیعی قلب in patients with فیبریلاسیون دهلیزی                                                                               |
| V     |                                          | - آدنوزین - دیگوکسین - سولفات منیزیم                                  | Work by other or unknown mechanisms (Direct nodal inhibition).                                 | Used in supraventricular arrhythmias, especially in Heart Failure with Atrial Fibrillation, contraindicated in ventricular arrhythmias. Or in the case of Magnesium Sulfate, used in Torsades de Pointes. |